# Johann Jakob Bernhardi
Johann Jakob Bernhardi (Erfurt, 1 de setembro de 1774 - Erfurt, 13 de maio de 1850) foi um médico e botânico alemão.

## Biografia
Johann J. Bernhardi estudou medicina e botânica na Universidade de Erfurt e exerceu a profissão de médico durante algum tempo na sua terra natal.
Ingressou na Universidade de Erfurt como professor de botânica e diretor do Jardim botânico, cargo que exerceu até a sua morte em 1850, quando foi enterrado na avenida central deste jardim.
Ao longo de sua vida, graças a aquisições e trocas com outros botânicos, desenvolveu na Alemanha do século XVIII e século XIX um enorme herbário de aproximadamente 60.000 plantas, com espécimes da América do Norte, da América do Sul, da Ásia e da África.
Este herbário não permaneceu na Alemanha. Em 1857, após a morte de Bernhardi, foi comprado por Henry Shaw, fundador do Jardim Botânico de Missouri nos Estados Unidos pelo preço de 600 dólares. Este herbário foi o núcleo da coleção inicial deste museu, atualmente conhecido por "Missouri Botanical Garden herbarium", que agora apresenta um acervo de aproximadamente 5 milhões de espécimes e uma biblioteca com mais de 120.000 volumes.
Bernhardi estudou e descreveu várias espécies de orquídeas que levam a sua abreviatura no nome específico, entre elas a Epipactis atrorubens.
Também descreveu uma espécie de rosa sem espinhos, "Rosa x francofurtana", que encontrou no jardim da casa de Johann Wolfgang von Goethe, em Weimar.
Foi editor do Thüringischen Gartenzeitung (jornal de jardinagem da Turíngia) e da Allgemeinen deutschen Gartenmagazin (revista geral alemã de jardinagem). A via pública, Jacob-Bernhardi-Straße em Erfurt, foi nomeada em sua homenagem.

## Obras
- " Catalogus plantarum horti Erfurtensis ", Bernhardi, Johann Jakob. 1799.
- "Systematisches Verzeichnis der Pflanzen, welche in der Gegend um Erfurt gefunden werden, entworfen von D. Johann Jakob Bernhardi. Erster Theil. ", Bernhardi, Johann Jakob. Erfurt. 1800.
- "Anleitung zu Kenntnis der Pflanzen", Bernhardi, Johann Jakob. Erfurt. 1804.
- "Beobachtungen über Pflanzengefäße", Bernhardi, Johann Jakob. 1805.
- "Ueber den Bergriff der Pflanzenart und seine Anwendung", Bernhardi, Johann Jakob. Erfurt.1834.